# Carrousel du Louvre
El Carrousel du Louvre es un centro comercial subterráneo situado en París (Francia). Su nombre hace referencia a dos lugares cercanos, el Museo del Louvre y la Place du Carrousel. El centro comercial contiene un famoso tragaluz, la pirámide invertida del Louvre (La Pyramide Inversée), que desempeña un papel importante en la novela El código Da Vinci.

## Descripción

Planta del Carrousel du Louvre y del Palacio del Louvre.

El centro comercial se encuentra en el 99 de la Rue de Rivoli en el distrito I, cerca del Jardín de las Tullerías, la Comédie-Française, el Museo de Orsay y el Museo del Louvre. La estación de metro más cercana es Palais Royal-Musée du Louvre (líneas 1 y 7).
El centro comercial tiene una superficie de 10 200 metros cuadrados. Alberga treinta y tres tiendas y once restaurantes, y fue inaugurado en octubre de 1993. Entre las tiendas se encuentran Sephora, Esprit, el primer Apple Store de Francia, Mariage Frères, Plaisirs de Paris, Swarovski, Perigot, Le Tanneur y Fossil.
El centro comercial incluye un food court, llamado Restaurants du Monde, que contiene varios restaurantes, incluido un controvertido McDonald's, además de un centro de convenciones y una sala de exposiciones. El centro comercial alberga también una de las varias entradas al Museo del Louvre.
El 3 de febrero de 2017, el centro comercial fue el escenario de un intento de atentado terrorista por parte de un egipcio de 29 años de edad, que hirió ligeramente a un soldado antes de ser disparado y herido.

## El Salón del Carrousel du Louvre
Cada año la Société Nationale des Beaux Arts, una asociación de artistas creada en 1861 por Louis Martinet y Théophile Gautier para romper con la exposición oficial, organiza su Salón en el Carrousel du Louvre. En 2018, seiscientos artistas expusieron sus obras ante unos quince mil visitantes en tan solo cuatro días. El Salon des Beaux Arts da la bienvenida a pintores, escultores, grabadores, fotógrafos e ilustradores, que ofrecen a sus visitantes una visión completa del mundo del arte contemporáneo.

### Medallas de oro
- 2018: Walther Jaques[7]
- 2017: Thomas Dartigues y Tae Hue[8]
- 2016: Jean-Jacques Baumé, Yo Coquelin, Baichuan Dong y Jiaying He[9]
- 2013: Cao Jun[10]